# 広島市立伴小学校
広島市立伴小学校（ひろしましりつ ともしょうがっこう）は、広島県広島市安佐南区伴中央にある公立小学校。

## 沿革
- 1875年（明治8年） - 創立
- 1941年（昭和16年） - 伴国民学校と校名改称
- 1947年（昭和22年） - 伴小学校と校名改称
- 1971年（昭和46年） - 沼田町が広島市と合併し、広島市立伴小学校となる
- 1980年（昭和55年） - 屋内体育館完成
- 1983年（昭和58年） - 広島市立伴東小学校が分離開校
- 1995年（平成7年） - 広島市立大塚小学校が分離開校
- 2002年（平成14年） - 校内LAN工事完了
- 2007年（平成19年） - 2学期制開始
- 2008年（平成20年） - 広島市教育委員会より「広島型カリキュラム算数科実践研究校」指定
- 2011年（平成23年） - 児童増加に伴ってプレハブ教室を2室増設

## 学区
広島市安佐南区伴東一丁目、伴東八丁目、伴西一丁目～伴西三丁目、伴北七丁目、沼田町大字伴（ただし、伴東及び大塚学区分を除く）

## 備考
- 伴東小学校が当校から分離した時点の児童数は1890名に達していた。

## 周辺施設
- 広島市立伴中学校
- アストラムライン伴駅、大原駅